# Čežarji
Čežarji (wł. Cesari) – wieś w Słowenii, w gminie miejskiej Koper. 1 stycznia 2018 liczyła 587 mieszkańców.